# Abborrsjön (Delsbo socken, Hälsingland)
Abborrsjön är en sjö i Hudiksvalls kommun i Hälsingland och ingår i Delångersåns huvudavrinningsområde. Sjön är 22,5 meter djup, har en yta på 0,087 kvadratkilometer och är belägen 128,1 meter över havet.

## Delavrinningsområde
Abborrsjön ingår i det delavrinningsområde (685426-152985) som SMHI kallar för Inloppet i Lången. Medelhöjden är 193 meter över havet och ytan är 8,87 kvadratkilometer. Det finns inga avrinningsområden uppströms utan avrinningsområdet är högsta punkten. Vattendraget som avvattnar avrinningsområdet har biflödesordning 3, vilket innebär att vattnet flödar genom totalt 3 vattendrag innan det når havet efter 59 kilometer. Avrinningsområdet består mestadels av skog (85 procent). Avrinningsområdet har 0,19 kvadratkilometer vattenytor vilket ger det en sjöprocent på 2,2 procent.